# Чанъэ-2
Чанъэ́-2 (кит. трад. 嫦娥二號, упр. 嫦娥二号, пиньинь Cháng'é èr hào, палл. Чанъэ эр-хао) — вторая китайская автоматическая межпланетная станция (АМС) для исследования Луны, запущенная 1 октября 2010 года с космодрома Сичан в юго-западной провинции Сычуань при помощи ракеты-носителя «Чанчжэн-3C». Полёт впервые для китайской лунной программы проходил напрямую по траектории сближения, без использования старта с орбиты. Аппарат являлся запасным вариантом АМС «Чанъэ-1», который оснастили новыми лазерным альтиметром и камерой высокого разрешения. В задачу «Чанъэ-2» входило изучение условий и выбор подходящего места для посадки лунного аппарата «Чанъэ-3» в 2013 году.

## Полёт к Луне
Через 3 секунды[значимость факта?] после «зажигания», в 19:00 по китайскому времени состоялся контакт[значимость факта?] подъёма — ракета оторвалась от Земли. Запуск состоялся в юго-восточном направлении относительно космодрома (на 293,0669[значимость факта?] секунде полёта высота над поверхностью Земли составляла 160,714[значимость факта?] км, а координаты подспутниковой точки[значимость факта?] были 27°30′44″ с. ш. 107°09′14″ в. д.). Слежение за полётом осуществляли суда Командно-измерительного комплекса «Юаньван-5», «Юаньван-3» и «Юаньван-6», расположенные в этой последовательности непосредственно под траекторией полёта в Тихом океане. Первая ступень и навесные ускорители ракеты-носителя отделились через две с половиной минуты после начала полёта, через четыре минуты с небольшим от начала полёта отделился головной обтекатель ракеты, а через пять с половиной минут от начала полёта отделилась вторая ступень ракеты-носителя. В 19:25:53 АМС отделилась от третьей ступени ракеты-носителя и в 19:35 была на траектории сближения с параметрами: высота в перигее — 212,8 км, высота в апогее — 356 996 км, наклонение — 28,5 градуса. В 19:56 АМС раскрыла солнечные батареи.
Проведённая 2 октября в 12:24 коррекция орбиты очень точно вывела аппарат на селеноцентрическую орбиту, намечавшиеся ещё две коррекции были отменены. 6 октября в 11:06 началось первое торможение «Чанъэ-2» с помощью двигателя тягой 490 ньютонов, которое продолжалось 1942 секунды, благодаря чему аппарат успешно вышел на 12-часовую эллиптическую окололунную орбиту с апоселением 8631 км и периселением около 120 км. 8 октября в 10:45 началось второе торможение, продолжительностью 17 минут, уменьшившее апоселений до 1830 км, а период обращения — до трёх с половиной часов. 9 октября в 11:13 началось последнее, третье, торможение продолжительностью 15 минут, в результате которого зонд вышел на рабочую селеноцентрическую приполярную орбиту с периселением 101 км, апоселением 103 км и периодом обращения 1 час 58 минут.

## Работа на лунной орбите
27 октября аппарат начал фотосъемку участков Луны, пригодных для посадки следующих космических аппаратов. Для решения данной задачи АМС приблизилась к Луне на расстояние 15 километров.
8 ноября в Государственном управлении оборонной науки, техники и промышленности состоялась церемония открытия фотоснимка с изображением части поверхности «Залива Радуги», получение этого снимка знаменует то, что «Чанъэ-2» успешно выполнил свою главную задачу.

## Изучение астероида (4179) Таутатис
После выполнения основной программы «Чанъэ-2» был отправлен к точке Лагранжа L2 системы Солнце-Земля (на расстояние в около 1.5 млн километров от Земли) и за 77 дней, в августе 2011 года достиг гало-орбиты вокруг неё.
15 апреля 2012 года его отправили на изучение астероида (4179) Таутатис. 13 декабря 2012 года АМС «Чанъэ-2» совершила пролёт мимо него на расстоянии 3,2 километра. В результате были получены снимки поверхности астероида с разрешением 10 метров.
Это не первая попытка увести лунный спутник на межпланетную траекторию с целью исследования астероида. Первенство принадлежит американскому военно-исследовательскому аппарату Clementine, который был выведен на окололунную орбиту 19 февраля и покинул её 4 мая 1994 г. с целью дальнейшего полета к астероиду (1620) Географ. Отказ бортового компьютера 7 мая не позволил выполнить повторное сближение с Луной и направить КА к цели.
Более того, спроектированный, но так и не запущенный американский зонд Clementine 2 должен был встретиться как раз с Таутатисом и «обстрелять» его пенетраторами.

## Результаты
6 февраля 2012 года Государственное управление оборонной науки, техники и промышленности опубликовало глобальную топографическую карту с полным изображением поверхности Луны с разрешением в 7 метров, созданную китайскими учеными на основе снимков, полученных с помощью второго китайского спутника зондирования Луны «Чанъэ-2». Также была составлена карта элементного состава с разрешением 30 м. Результаты, включая карты поверхности с разрешением 7, 20 и 50 м, а также топографическую стереомодель с данными о высоте местности с разрешением 20 и 50 м, были размещены в свободном доступе в апреле 2018 года.

## Дальнейший полёт
14 июля 2013 года расстояние между «Чанъэ-2» и Землёй составило 50 млн км. По оценкам специалистов BACCC за всё время полёта аппарат может удалиться на 300 млн км.

## Награды и почести
20 декабря 2010 года
Центральный комитет КПК, Госсовет КНР, Центральный военный совет КНР в Доме народных собраний провели собрание, чтобы отпраздновать полный успех миссии «Чанъэ-2».
18 января 2013 года «Программа „Чанъэ-2“» была удостоена китайской Государственной премии за вклад в научно-технический прогресс высшей степени.